# 赵向荣
赵向荣（1965年5月—），女，中华人民共和国外交官，曾任中华人民共和国驻敖德萨总领事。
赵向荣的丈夫范先荣是现任中华人民共和国驻乌克兰大使，她充任大使夫人兼使馆参赞。